# Susanne Biundo-Stephan
Susanne Biundo-Stephan (* 1955 als Susanne Biundo) ist eine deutsche Informatikerin und leitete von 2010 bis 2021 das Institut für Künstliche Intelligenz der Universität Ulm.

## Beruflicher Werdegang
Nach dem Abschluss ihres Studiums als Diplom-Informatikerin war Susanne Biundo von 1982 bis 1989 als wissenschaftliche Mitarbeiterin an der Universität Karlsruhe (TH) tätig. 1989 wurde sie dort mit einer Dissertation zum Thema „Automatische Synthese rekursiver Programme als Beweisverfahren“ zum Dr. rer. nat. promoviert. Von 1989 bis 1998 war sie als leitende Wissenschaftlerin am Deutschen Forschungszentrum für Künstliche Intelligenz (DFKI) tätig. 1998 erhielt sie den Ruf an die Universität Ulm für eine Professur am Institut für Künstliche Intelligenz. Von 2010 bis zu ihrem Eintritt in den Ruhestand Ende September 2021 war sie Direktorin dieses Instituts.
Ihre Forschungsaktivitäten konzentrieren sich auf automatisierte Planung (AI Planning) mit Schwerpunkt hierarchisches Planen, automatisiertes Schlussfolgern (Automated Reasoning), Wissensmodellierung (Knowledge Modeling) und kognitive technische Systeme.

## Auszeichnungen
- seit 2013 Mitglied von AcademiaNet nach Nominierung durch die DFG[3]
- seit 2004 European Coordinating Committee for Artificial Intelligence (ECCAI) Fellowship[4]

## Publikationen (Auswahl)
- mit Mohamed Elkawkagy, Pascal Bercher, Bernd Schattenberg: Improving Hierarchical Planning Performance by the Use of Landmarks. Proc. of the 26th National Conference on Artificial Intelligence (AAAI 2012), S. 1763–1769, AAAI Press, 2012
- mit Felix Müller, Christian Späth, Thomas Geier: Exploiting Expert Knowledge in Factored POMDPs. Proc. of the 20th European Conference on Artificial Intelligence (ECAI 2012), IOS Press, 2012
- mit Bastian Seegebarth, Felix Müller, Bernd Schattenberg: Making Hybrid Plans More Clear to Human Users – A Formal Approach for Generating Sound Explanations. Proc. of the 22nd International Conference on Automated Planning and Scheduling (ICAPS 2012), pp. 225--233, AAAI Press, 2012
- mit Pascal Bercher, Thomas Geier, Felix Müller, Bernd Schattenberg: Advanced user assistance based on AI planning. Cognitive Systems Research, 12(3-4): S. 219–236, 2011 doi:10.1016/j.cogsys.2010.12.005
- mit Julien Bidot: Artificial Intelligence Planning for Ambient Environments. In T. Heinroth, W. Minker (eds.): Next Generation Intelligent Environments – Ambient Adaptive Systems, S. 195–225, Springer, 2011 doi:10.1007/978-3-319-23452-6_8
- mit Mohamed Elkawkagy, Bernd Schattenberg: Landmarks in Hierarchical Planning. Proc. of the 19th European Conference on Artificial Intelligence (ECAI 2010), S. 229–234, IOS Press, 2010